# Macroplata
Macroplata (nombre que significa "lámina grande") es un género extinto representado por una única especie de pliosauroide romaleosáurido basal que vivió en el Jurásico inferior en el Reino Unido, que llegaba a crecer hasta 5 metros de largo. Como otros plesiosaurios, Macroplata probablemente se alimentaba mayormente de peces, usando sus afilados dientes como alfileres para capturar sus presas. Sus huesos de los hombros eran bastante grandes, lo que indica que podía realizar fuertes brazadas para nadar rápidamente. 
Macroplata también tenía un cuello relativamente largo, el doble de largo de su cabeza, en contraste con los pliosaurios más tardío.

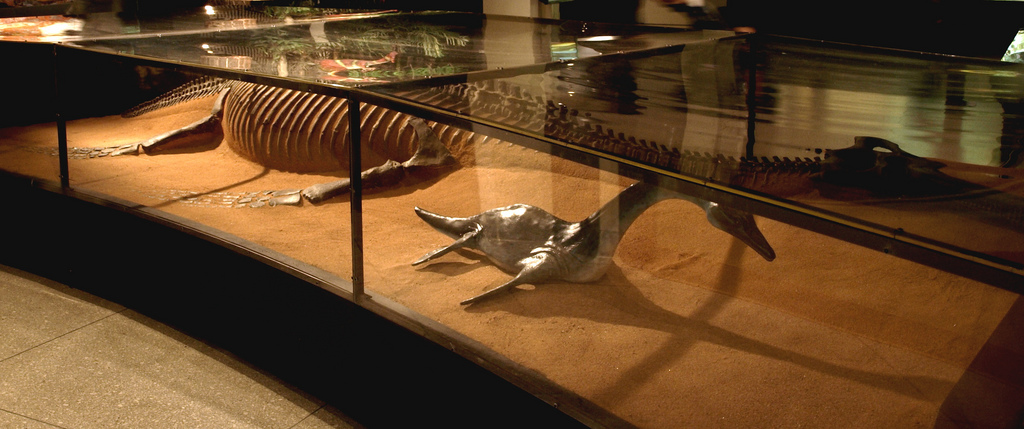
Esqueleto de Macroplata longirostris

Existe una especie actualmente incluida en este género: Macroplata tenuiceps, la especie tipo, la cual vivió durante la era del Hettangiense (principios del Jurásico), cuyo holotipo y único espécimen conocido es un esqueleto casi completo denominado como BMNH R5488, descubierto en el condado de Warwickshire en Inglaterra. Una especie distinta, Macroplata longirostris (antes denominada Plesiosaurus longiceps), la cual vivió algo después, durante el Toarciano, fue incluida también en el género; sin embargo, Benson et al. (2011) reclasificaron a esta especie como un pliosáurido en el género Hauffiosaurus, H. longirostris.